# Дуглас, Джек
Джо́н Па́трик Ду́глас (англ. John Patrick Douglass; родился 30 июня 1988, Мэриленд, США) — американский видеоблогер и музыкант, известен пародиями на видеохостинге YouTube под псевдонимом jacksfilms. На его канале опубликованы такие шоу, как «JackAsk», «Yesterday I Asked You (YIAY)», «Your Grammar Sucks». Параллельно с этими шоу блогер снимает различные пародии, скетчи и музыкальные видео. Дуглас играл главную роль в MyMusic как «Intern 2», сейчас известное под названием Flowchart. Озвучивал персонажа Джимми из сериала «Smosh’s».
По состоянию на август 2017 года Дуглас загрузил на свои четыре канала более 1000 роликов, которые суммарно имеют около 1 миллиарда просмотров, а на основной канал подписаны более 4-х миллионов человек.

## Ранние годы
Дуглас родился 30 июня 1988 в штате Мэриленд. Родители имеют ирландские корни. У него две старшие сестры. Джон обучался в начальной и средней школе Мэриленда, где проявлял интерес к музыке; тогда же он начал учиться играть на французском рожке и на фортепиано. В мае 2006 Дуглас перешёл в старшую школу, в которой решил снять видеоролик о тех книгах, которые прочёл в течение года. Он и его друзья решили снять серию коротких скетчей, где высмеивали такие книги, как «Беовульф»  и «Вся королевская рать». После снятия этих серий он всерьез занялся этим. Уже в следующем месяце он начал использовать YouTube для размещения своих видео. После окончания старшей школы Atholton High School Дуглас поступил в американский государственный университет, в котором специализируется на кино и музыке.

## Карьера на YouTube

### История
26 июня 2006 Дуглас открыл свой основной канал на котором регулярно выходят видео. Первым роликом канала была реклама для устройства «Handy Pen». В нём участвовал он и его члены семьи. Позже, 22 января 2009 года, загрузил второй ролик который стал самым популярным — «WTF Blanket (Snuggie Parody)». Первые видеоролики Дугласа были в основном пародиями на рекламы и о продукции Apple. 1 июля 2012 года главный канал преодолел отметку в 100 миллионов просмотров, 27 июня 2013 на канале было уже более 1 миллиона подписчиков. 16 декабря 2012 блогеры Fine Brother выпустили видео под названием «Teens React to Jackfilms». Дуглас заметил рост подписчиков, набрав почти 100 тысяч на следующей неделе. В 2014 году канал Дугласа попал в Top Media Channel New Media Rockstars заняв 54-е место.К 20 ноября 2015 на его канал подписались более 2 миллионов человек. 29 июня 2017 Дуглас отметил свои 11 лет на сайте YouTube, на 27 июля 2017 года количество подписчиков канала перевалило за 3 миллионов человек.
Your Grammar Sucks
Самая популярная рубрика Дугласа «Your Grammar Sucks (YGS)» была создана в июне 2011 года, об этом его попросил один из подписчиков. Рубрика «Your Grammar Sucks» была показана на Huffington Post. В ней он высмеивает неграмотность, орфографические и пунктуационные ошибки, которые были найдены в комментариях, которые ему присылают или сами оставляют подписчики. Сотый выпуск «Your Grammar Sucks» он снял с другими 50 ютуберами, ролик включал более 60 скетчей, 7 песен, 5 анимаций и длился более 1 часа.
JackAsk и Yesterday I Asked You
8 января 2014 года Дуглас создал новую рубрику JackAsk, в которой с юмором отвечал на вопросы зрителей. Выступления и логотип отсылали к телесериалу Jackass. На июнь 2017 насчитывается около 79 серий.
В феврале 2015 Дуглас открыл ещё одну рубрику на своём втором канале jackisander под названием «Yesterday I Asked You (YIAY)», которая раньше была частью Jackask, в ней он задавал вопросы своим зрителям и зачитывал наиболее смешные ответы. Через 15 дней после выпуска YIAY он переместил свои ролики со второго канала на основной. 16 мая 2020 года выпустил юбилейный часовой пятисотый выпуск YIAY.
Пародии, скетчи и музыкальные видео
30 января 2017 года Дуглас впервые упоминает «The Emoji Movie» в своём видео How do we fix YouTube? (YIAY #309). Впоследствии Дуглас часто ссылался на «The Emoji Movie», делая пародию на трейлер, выпуская футболки с датой выхода фильма, создавая часовой покадровый анализ трейлера, пародируя типичные видео такого стиля. 20 июля Дуглас получил подарок от компании Sony Pictures Animation, где они называют его «фанатом «The Emoji Movie» номер один» и приглашают на премьеру фильма. Дуглас снял ролик, в котором раскрывает подарок от компании. Видео набрало 2 миллиона просмотров. 28 июля Дуглас выложил видео-обзор на фильм, ролик посмотрело более 4 миллионов человек.
Дополнительный контент и каналы
У Джека есть ещё три канала, где он выкладывает в основном видео-обзоры. По состоянию на 14 декабря 2016 все его три канала суммарно набрали 30 миллионов просмотров и более 371 000 подписчиков. На основном канале выложено около 1059 роликов. Четвёртый канал featuredfridays с 11 марта 2011 перестал быть активным. Третий канал SHUTUPDENNIS, на нём также не выходят ролики, Дуглас просто закрыл их. 20 ноября 2015 Джек открыл новую рубрику на канале Regal Cinemas YouTube, в рамках которой он выкладывает короткие обзоры недавно вышедших фильмов. В конце трейлера фильма Дуглас читает комментарии выпуска.

### Сотрудничество
Дуглас переезжает из Мэриленда в Лос-Анджелес для сотрудничества с другими видеоблогерами. Он сотрудничает с Тоби Тёрнером и Шоном Клицнером. Он снял видеоролик для своего партнёра Ольги Караевой, которая известна под ником Ольга Кей. Он также сотрудничал с другими популярными блогерами.

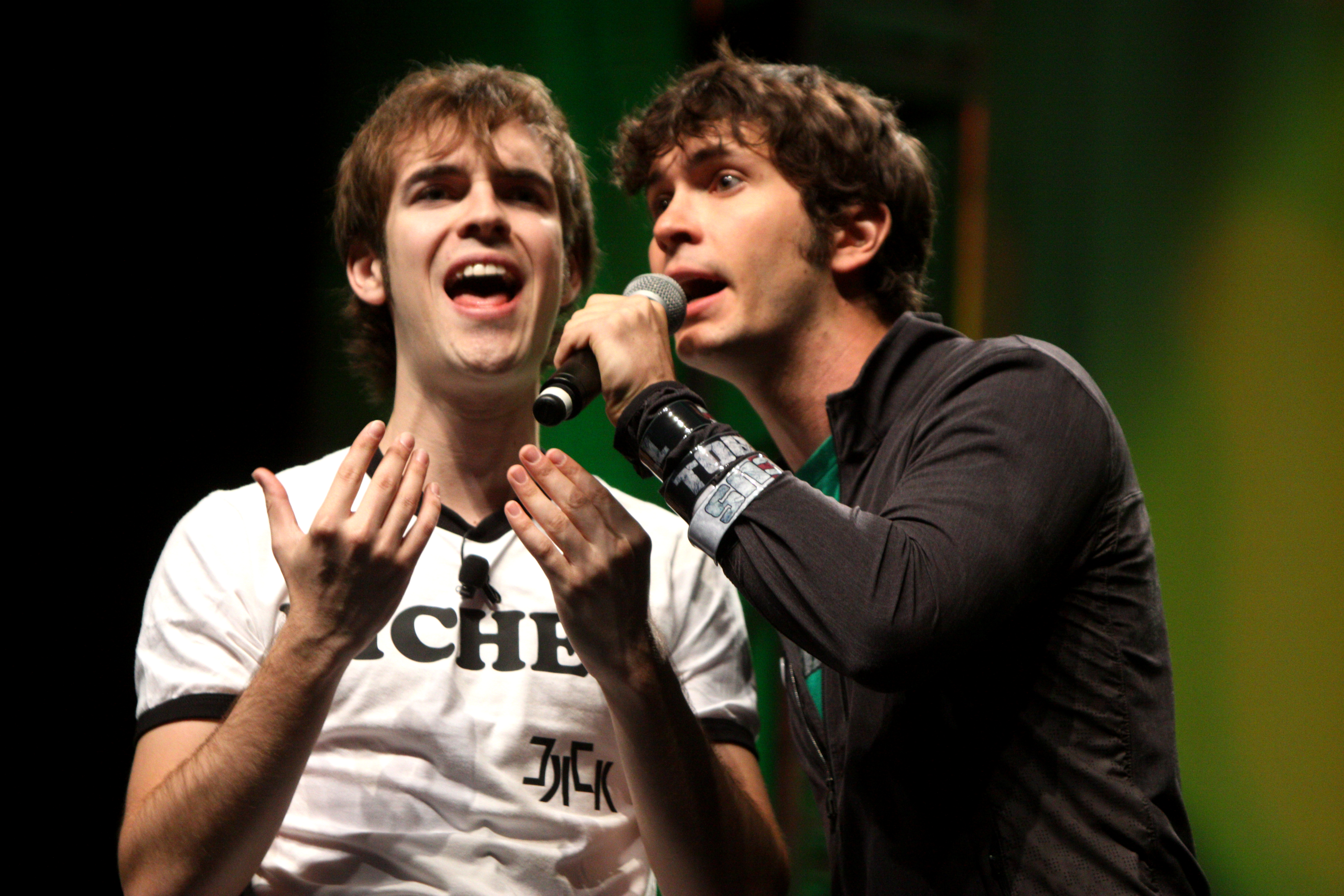
Дуглас и Тёрнер выступают на VidCon 2012

 23 июня 2012 он выпустил клип с участием Ольги Кей, Феликса Чельберга и Стива Кардинала. 23 сентября 2012 Джек выпускает 40-й «Your Grammar Sucks», в выпуске участвовали видеоблогеры-музыканты Fine Brothers и Brock Baker.

### События
В июне 2011 Дуглас посетил компанию Electronic Entertainment Expo 2011 (E3 2011), куда его пригласил Тоби Тёрнер для помощи в снятии нового фильма. В 2012 году Дуглас приехал в E3, чтобы продвинуть GREE. Дуглас с Тоби Тёрнером и Шоном Клинцнером исполнили свою песню «Sideburns» на фестивале VidCon 2012. Его также пригласили на YouTube Rewind 2016. Джек Дуглас стал известен благодаря роли в Intro 2 на MyMusic, шоу было профинансировано YouTube суммой 100 миллионов долларов. По состоянию на 30 декабря 2014 на официальный канал MyMusic подписано около 492 тысячи пользователей с 44,6 миллиона просмотров. В 2014 году Джон озвучил главного героя Джимми из мультсериала, выпущенного компанией Smosh Games. В октябре 2015 Дуглас озвучил персонажа из фильма Боба Громома «Pippen».

## Личная жизнь
1 января 2017 года Дуглас помолвился c Эрин Элизабет Бреслин. 23 апреля 2018 года пара поженилась.